# オヘビイチゴ
オヘビイチゴ（雄蛇苺、学名：Potentilla anemonifolia）は、バラ科キジムシロ属の多年草。別名、オトコヘビイチゴ。

## 特徴
根茎は短く、直立する。茎は地上を這うか斜上し、少数の葉をつけて分枝し、長さ20-50cmになる。茎には斜上する毛があるか、または無毛で、節から根を出すことがある。根出葉は掌状複葉で、小葉は5個まれに7個つき、長さ3-20cmになる葉柄がある。小葉は長さ2-6cm、幅1-2.5cmで、卵状長楕円形、卵状楕円形、楕円形または広倒披針形になり、先は鈍頭から円頭、基部に小葉柄があるかまたはない。小葉の表面はほぼ毛はなく、裏面は葉脈上に圧着した毛が生え白緑色になり、縁には粗い鋸歯がある。長い茎につく葉はふつう3出複葉、まれに単葉で、短い葉柄があり、基部に広く大きな托葉がある。
花期は4-6月。茎上部に集散花序をつけ、やや多数の花をつける。花は黄色で径8-12mmになり、花柄は長さ5-20cmで圧着した白い毛が生える。萼片は5個あり、卵形から卵状披針形で先は鋭頭、長さ3-4mmになり、外側に毛がわずかに生える。副萼片も5個あり、線形で萼片より短く、萼片と同様に外側にわずかに毛が生える。花弁も5個あり、倒心形で、先端はくぼみ、基部は広いくさび形になり、長さ3-4mmになる。雄蕊は20個ある。心皮は多数あり、花柱は短くやや頂生する。果実期の花床は半球形となり、基部に短毛が生える。果実は痩果で多数つき、痩果は長さ約0.6mmで、広卵形で褐色となり、表面に縦方向にしわがある。

## 分布と生育環境
日本では、本州、四国、九州に分布し、田んぼのあぜ、畑地、草地などの湿った場所に生育する。世界では、朝鮮半島、中国大陸（東北部・北部）に分布する。

## 名前の由来
和名オヘビイチゴは「雄蛇苺」の意で、同属のヘビイチゴ P. hebiichigo より大型であることからいう。
種小名（種形容語） anemonifolia は、「アネモネ属の葉の」の意味。

## 下位分類
- ミツバオヘビイチゴ Potentilla anemonifolia Lehm. f. suoensis Naruh.[10] - 葉が3出複葉であるもの。山口県に産する[7]。2009年に新品種として記載された[10]。

## ギャラリー

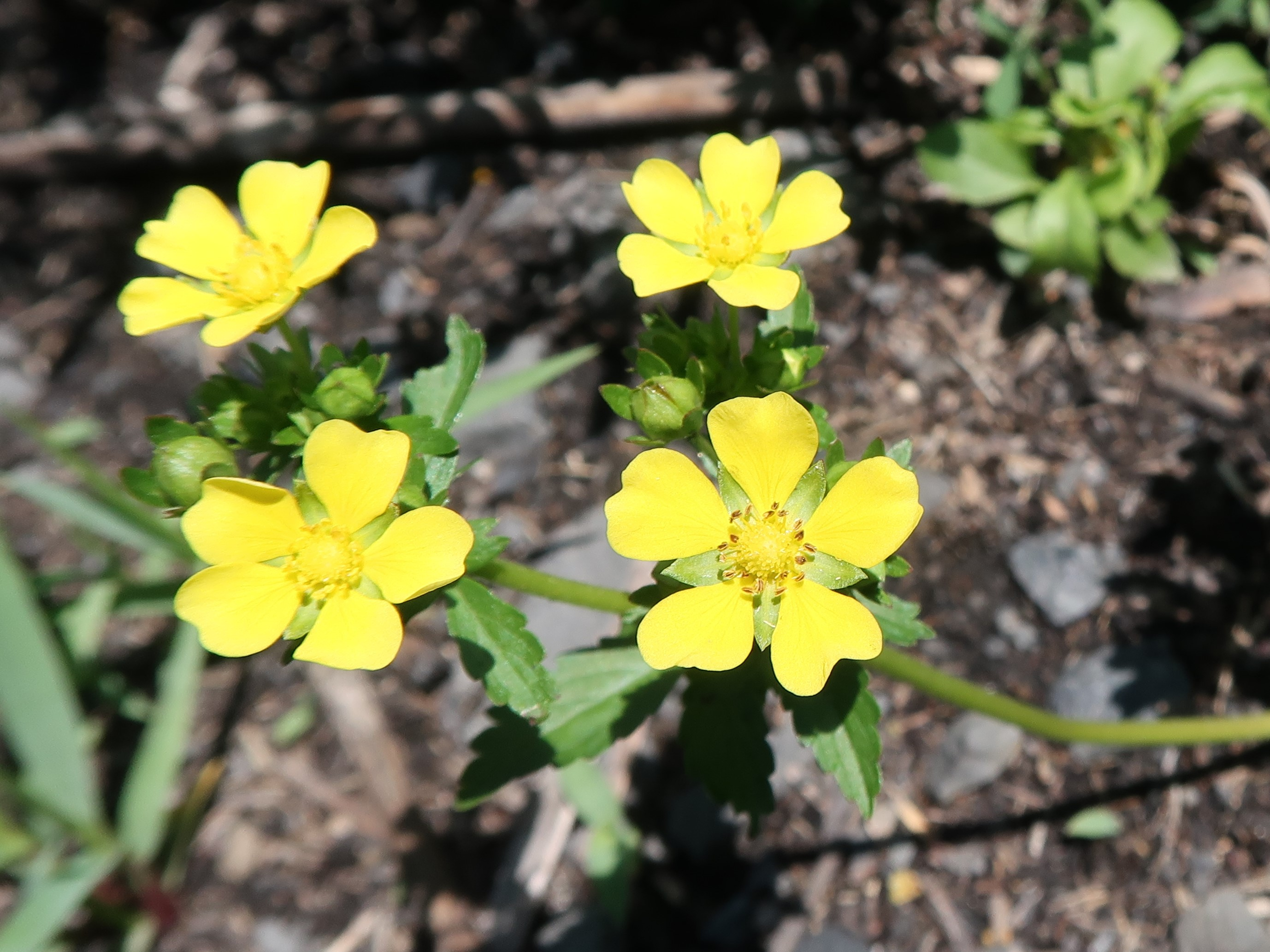
花は黄色で5弁花。花弁は倒心形で、先端はくぼむ。
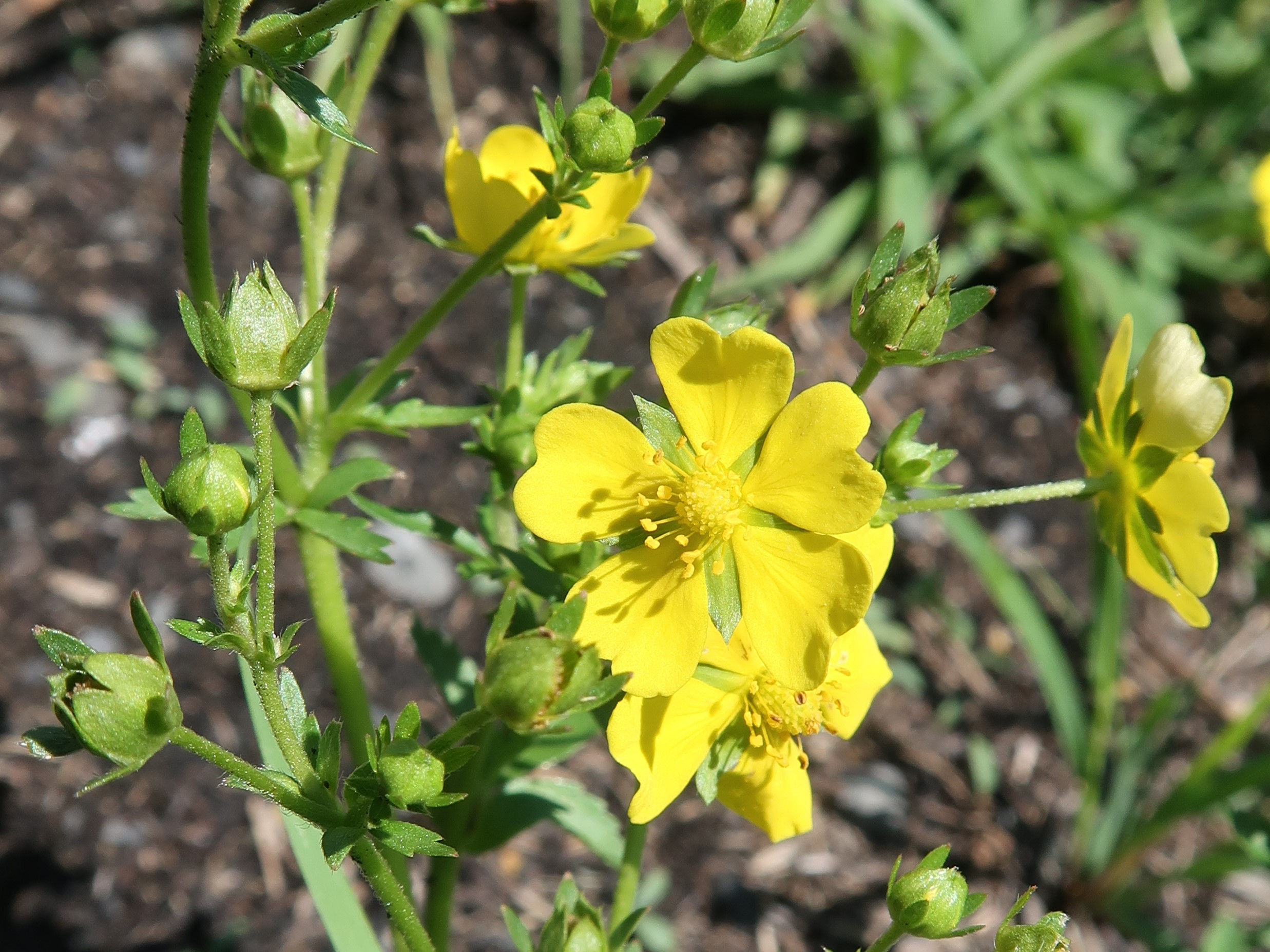
萼片と副萼片は5個あり、花茎に白い毛がある。
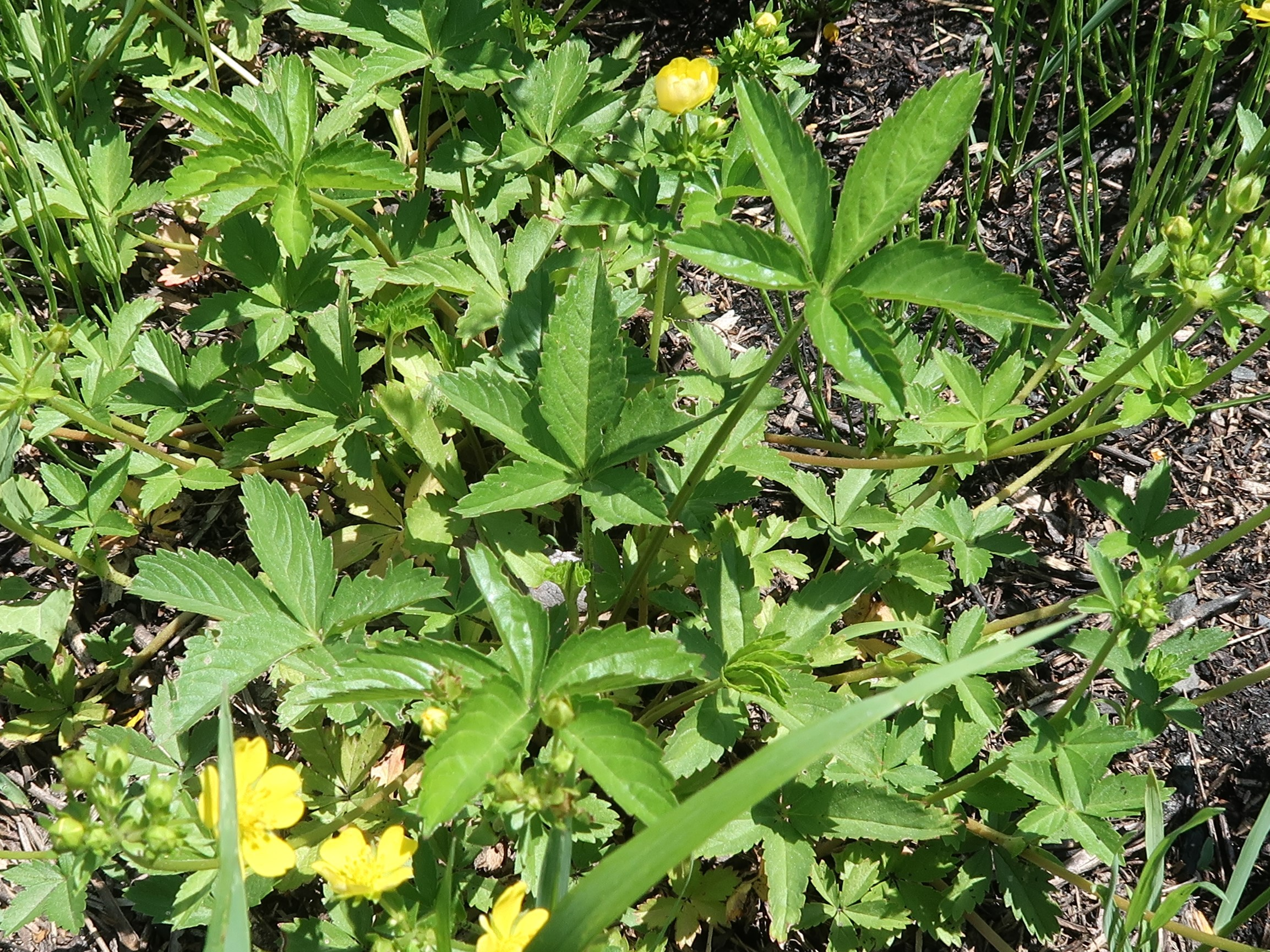
根出葉は掌状複葉で5小葉からなる。
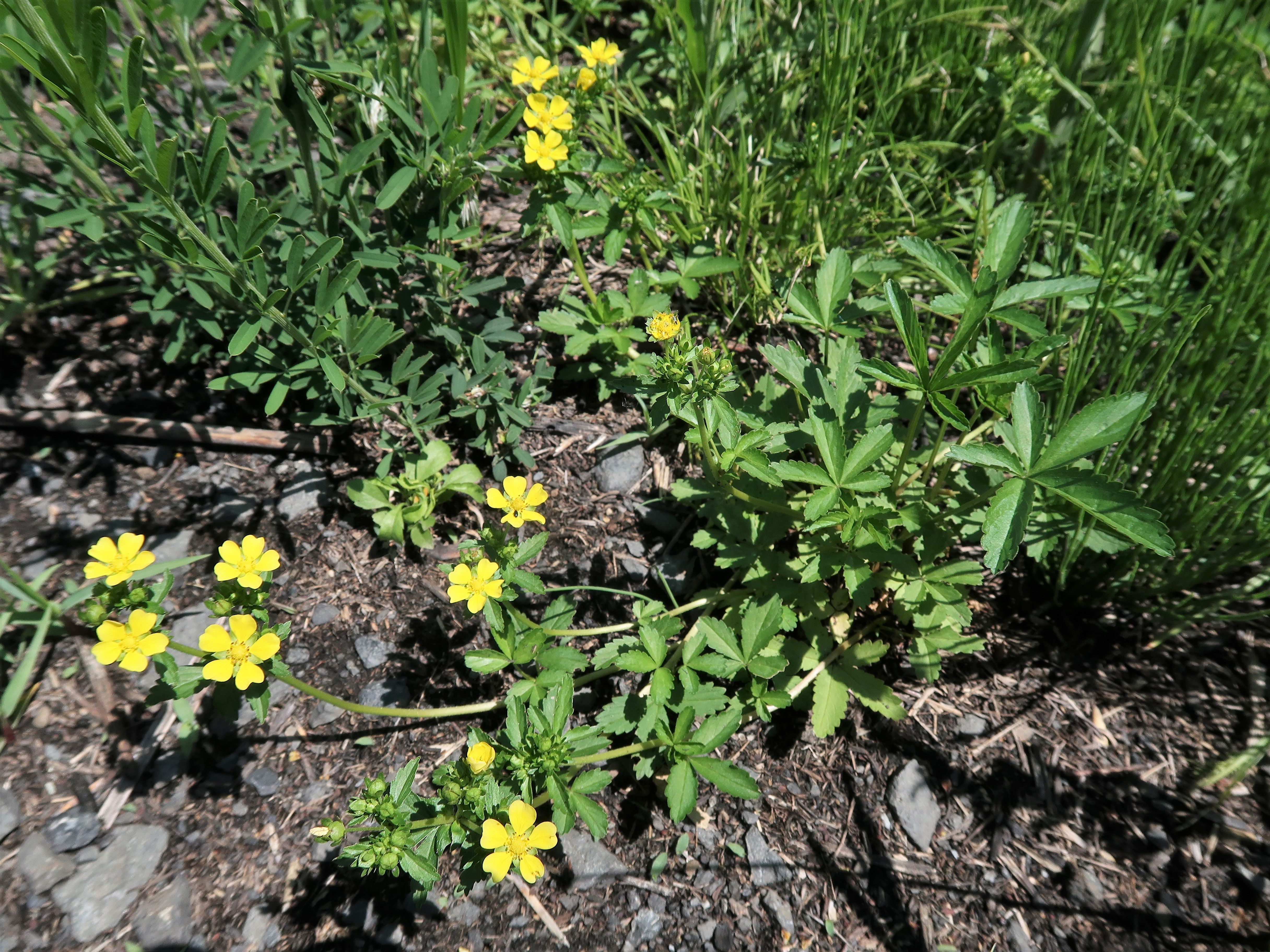
茎は地上を這って斜上し、茎につく葉は3出複葉になる。